# Ouadhia
Ouadhia (in caratteri arabi: واضية) è una città dell'Algeria, capoluogo dell'omonimo distretto, nella provincia di Tizi Ouzou.